# Группы меньшинств
Группа меньшинств — это социологическая группа, вес которой не является доминирующим среди общего населения в данном общественном и временном пространстве.
Социологическое меньшинство совсем не обязательно должно быть меньшинством в количественном отношении; оно может представлять группу, ущемлённую в своём социальном статусе, образовании, трудоустройстве, медицинской помощи и политических правах. Во избежание путаницы иногда предпочитают пользоваться терминами подчинённая группа и доминирующая группа вместо меньшинство и большинство. Группа меньшинств — общественная прослойка (иногда сословие), отстаивающая определённую идею в обществе или на определённой территории (обычно в государстве), не поддерживаемую большинством населения.

## Определение понятия
В социально-экономической области, понятие меньшинство обычно относится к социально подчинённой этнической группе (по языку, национальности, религии и/или культуре). Другие группы меньшинств включают в себя людей с физическими увечьями, «экономические меньшинства» (частично или полностью нетрудоспособные), возрастные меньшинства (младше или старше считающегося нормальным рабочего возраста) и сексуальные меньшинства (чья сексуальная ориентация не совпадает с считающейся нормативной сексуальной ориентацией).
Термин группа меньшинств часто возникает при обсуждениях гражданских и коллективных прав. Эта тема стала чрезвычайно популярной в XX веке. Представителям социальных меньшинств предлагается уделять особое внимание в обществе, в котором они живут. Дискриминация может быть непосредственной причиной[уточнить] принадлежности указанного индивидуума к группе меньшинства, вне всякой связи с его личными способностями. Это может возникать и косвенно, из-за социальной структуры общества, не предоставляющего всем равных прав. Активисты кампаний по правам меньшинств могут распространять термин на такие выдвинутые ими понятия, как права студентов и права животных. Последнее время некоторые представители групп, привычно воспринимаемых как доминирующие, пытаются представить себя как угнетённое меньшинство, вроде белые мужчины среднего класса с гетеросексуальной ориентацией.
Изучение проблемы демонстрирует непосредственную связь между негативными отношениями или предубеждениями против меньшинств и социальной консервативностью (и соответственно наоборот: позитивные отношения с социальным прогрессом). Примерами групповых меньшинств являются: в наше время — русские в Прибалтике и Средней Азии, мигранты из Средней Азии в крупных российских городах, чёрное и латиноамериканское население США, католики в современной Северной Ирландии и Великобритании, ранее — евреи в нацистской Германии и Восточной Европе, католики в США, франкоканадцы в Канаде XVIII—XX веков, протестанты в Испании.

## Социология групповых меньшинств
Американский социолог Луис Вирт дал определение групповому меньшинству: «группа людей, выделяющихся в обществе своими физическими или культурными свойствами, из-за которых они испытывают ущемление и неравенство, и которые, таким образом, определяют себя как предмет коллективной дискриминации.» Это определение учитывает как объективные, так и субъективные критерии.
Объективно: принадлежность к группам меньшинств квалифицируется обществом в соответствии с физическими характеристиками или поведением.
Субъективно: представители меньшинств причисляют себя к таковым группам с возможным использованием соответствующего статуса для самоидентификации и солидарности. В любом случае статус меньшинства является по сути категорией: с индивидуумом, который проявляет соответствующие данной группе физические свойства и черты характера, должно быть такое же обхождение, как и с другими представителями группы.

## Примеры меньшинств

### Расовые и этнические меньшинства
В любом крупном обществе существуют этнические меньшинства. Это могут быть иммигранты, коренные народы или кочевники. В некоторых местах, такие второстепенные этнические группы могут составлять количественное большинство, как например, чёрные в Африке в условиях апартеида. Международный закон в некоторых случаях может защищать права расовых и этнических меньшинств. Ключевым вопросом является право на самоопределение.

### Религиозные меньшинства
Лица, принадлежащие к религиозным меньшинствам, имеют веру, отличную от той, которую поддерживает большинство. Религиозные меньшинства существуют в большинстве стран мира. В современном мире, свобода выбора религии является нормой, сюда же входит право отказа от какой-либо религии (атеизм, агностицизм) и право перехода из одной религии в другую. Тем не менее, в некоторых странах эта свобода ограничена. Например, в Египте новая система удостоверений личности требует, чтобы все граждане чётко определили свою религию, причём на выбор им даются только ислам, христианство или иудаизм (см. Египетское удостоверение личности).
Общественные опросы, проведённые в 2006 году, показали, что атеисты в США представляют собой религиозное меньшинство. В заключении было сказано: «Рейтинг атеистов в Америке стоит ниже мусульман, недавних иммигрантов, гомосексуалов, лесбиянок и других групповых меньшинств. Атеисты принадлежат также к той категории, из которой американцы меньше всего хотели бы выбрать супругов для своих детей».

### Сексуальные и гендерные меньшинства
В то время как в большинстве случаев соотношение между мужчинами и женщинами примерно одинаково, угнетённое положение женщин как социальной группы в некоторых странах (проявляющееся, например, в меньших по сравнению с мужчинами правах на участие в политическом процессе, на владение собственностью, меньшим контролем за собственным телом, меньшее фактическое участие в управлением государством и бизнесом, меньший доступ к образованию и высоким позициям, дающим престиж в обществе) позволяет отнести их к меньшинствам.
Термин «сексуальные меньшинства» часто используется для обозначения людей других сексуальных ориентаций, отличных от гетеросексуальности, и может иметь самые разнообразные интерпретации, от достаточно узких, включая лишь гомосексуалов, до достаточно широких, включая всех лиц, чья сексуальная ориентация, сексуальные предпочтения или сексуальное поведение выходят за рамки привычных полоролевых моделей. Однако чаще сексуальными меньшинствами обозначаются гомосексуальные и бисексуальные люди. Причисление лесбиянок, геев, бисексуалов и трансгендеров к меньшинствам возникло в западном мире с XIX века. Сокращение ЛГБТ (лесбиянки, геи, бисексуалы, трансгендеры) используется как собирательный термин для этих подгрупп. В английском языке существует также общий термин для обозначения всех сексуальных меньшинств, включающий не только собственно ЛГБТ, но и вообще людей, не укладывающихся в традиционные нормативные гендерные роли, — квир.
Люди с гендерной идентичностью, отличной от цисгендерной, также выделяются в гендерные меньшинства. Сюда же можно отнести такие группы, как интерсексуалы и транссексуалы.
Иногда в быту некоторые люди к сексуальным меньшинствам относят и разные сексуальные отклонения — особенно в тех случаях, когда их можно причислить к некоей определённой группе. Однако это не является общепринятым в науке.

### Возрастные меньшинства
Люди пожилого возраста, хотя и имеющие традиционное влияние, а в прошлом даже имевшие бразды правления (см. Геронтократия), нынче относятся к экономически 'неактивным' группам. Дети также могут в этом плане быть отнесены к меньшинствам из-за дискриминации по отношению к молодым — adultism. Дискриминация по признаку возраста носит название эйджизм.
Принято множество местных и международных законов по борьбе с эксплуатацией детей, как например, Конвенция о правах ребёнка, существует ряд организаций, вырабатывающих права ребёнка. Движение Права молодёжи (Youth rights) борется за повышение социальной роли молодёжи против юридических и социальных ограничений. Известны группы, представляющие интересы людей пожилого возраста, от «Поможем пожилым» (Help the Aged) до народных активистов «Седые пантеры» (Gray Panthers); часто они пересекаются с борцами за права нетрудоспособных.

### Меньшинство людей с ограниченными возможностями
Движение за права людей с ограниченными возможностями (Disability rights movement) состоит в понимании таких людей как меньшинства или коалиции меньшинств, ущемлённых обществом социально. Их позиция состоит в том, что анализ социально доступных возможностей для людей с разными физическими и ментальными характеристиками показывает, что причиной угнетённого положения людей-инвалидов является не столько их отличие от нормативного «здорового» идеала, сколько исключение обществом отличающихся от этого идеала людей из нормального участия в общественном процессе.
Инвалиды подчёркивают различие между физическими или физиологическими характеристиками с одной стороны и работоспособностью и возможностью вести эмоционально полноценную человеческую жизнь с другой стороны. Например, некоторые аутичные люди претендуют на их полное признание наряду с остальными гражданами (нейроразнообразие), точно так же как противники расизма борются за права этнических меньшинств. Сообщество глухих (см. Культура глухих) часто рассматривается как лингвистическое или культурное меньшинство, а совсем не как группа физически ущемлённых. Скорее они ущемлены технологически и социально, так как всё в обществе приспособлено для обслуживания доминирующих групп.

### Прочие меньшинства
Среди прочих меньшинств можно назвать людей с общественно порицаемой внешностью или просто не соответствующих принятому в их обществе «эталону красоты» (при том, что в других странах или социальных слоях они могут ему вполне соответствовать) и прочие подобные случаи, кроме описанных выше.
Движение «Приятие размера» (Size acceptance), в частности, борется за права полных людей (обычно расширяя спектр своих действий также на борьбу с дискриминацией «тяги к полноте»).

## Государственные льготы для меньшинств
В политике некоторых государств меньшинство — это официально утверждённая этническая группа, имеющая таким образом некоторые права, которыми другие группы обделены. Говорящие на языке этого меньшинства имеют, например, право на образование или контакты с правительственными учреждениями на своём родном языке. К странам, имеющим специальные льготы для меньшинств, относятся Китай, Германия, Индия, Румыния, Россия и Великобритания (которая тем не менее поддерживает концепцию лидирования британцев). В США понятие меньшинство обычно относят к различным группам небелого населения, особенно тем, которые исторически подвергались дискриминации.
Разные группы меньшинств часто имеют различные льготы. Некоторые группы настолько малы или настолько неотчётливо выделяются из большинства, что они считаются либо частью этого большинства, либо отдельной нацией, но без предоставления им особых льгот из-за бюджетных проблем или по другим причинам. Например, представителям данной малой этнической группы может быть предписано в анкетах в разделе «Национальная принадлежность» отмечать себя в пункте «Другие» и как следствие, возможно, получать меньшие привилегии, чем некоторые группы, присутствующие в списке отдельными пунктами.
Многие современные правительства предпочитают всех граждан считать принадлежащими одной нации, чем разделять их по этносу. В США в официальных переписях предлагают самоидентифицироваться по расе и этносу, таким образом разделяя всех на подгруппы, но в преимущественно по расовому принципу, а не по национальному. В Испании нет деления на национальности по этническим признакам, хотя официально поддерживаются языки меньшинств.
Некоторые меньшинства настолько велики в количественном, историческом или ином аспекте, что система гарантирует им многостороннюю защиту и политическое представительство. Например, республика Босния и Герцеговина — бывшая часть Югославии — включает в себя на конституционном уровне три основные нации, ни одна из которых не составляет количественное большинство, см. Национальный состав Боснии и Герцеговины. Тем не менее, такие меньшинства, как цыгане и евреи, официально отмечаются как «другие» и лишаются таким образом некоторых привилегий. Например, они не могут быть выбраны на высокие государственные должности, включая пост президента.
Вопрос об определении групп меньшинств и предоставлении им особых льгот, которые порождаются их статусом, является спорным. Некоторые утверждают, что меньшинства заслуживают особого статуса и поблажек ради компенсации того вреда, который был нанесён им в результате дискриминации или угнетения, тогда как другие считают, что те требуют себе неоправданные особые льготы, что создаёт своего рода дискриминацию и может воспрепятствовать этому меньшинству нормально влиться в основное общество — возможно, потому, что это этническое меньшинство выбирает путь сепаратизма. В Канаде есть мнение, что отказ от распространения доминирующего английского языка на французских канадцев положил начало движению по отделению Квебека.

## Социальная интеграция меньшинств
Одним из особо спорных моментов является социальная интеграция. Например, это может быть государственной программой по проведению дополнительных курсов основного государственного языка для иммигрантов и меньшинств, чтобы те стали более конкурентоспособными в учёбе и трудоустройстве. Это может быть необходимо, так как группы меньшинств имеют определённые трудности. Другой пример — выделение квот в процентном отношении на места в университете или при трудоустройстве в сфере обслуживания. Это не настолько идеальный способ, как может показаться, так как меньшинства получают особые привилегии над большинством. В наихудшем варианте это может привести к так называемой положительной дискриминации, где некто со статусом меньшинства получает предпочтение перед более квалифицированным специалистом без этого статуса.